# 리어엔진

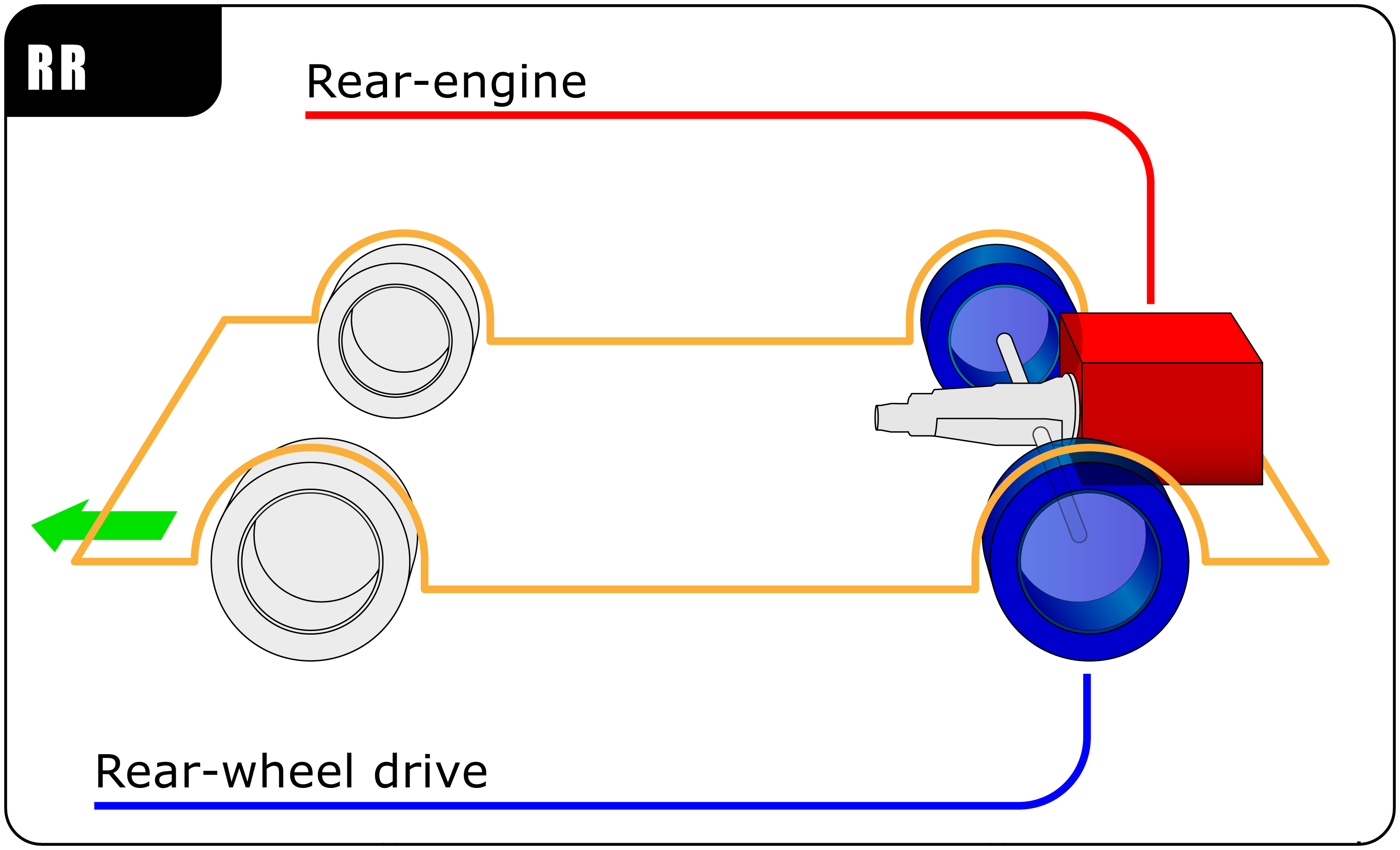

리어엔진(rear-engine design) 레이아웃은 자동차 디자인에서 차량의 뒤에 장착하는 엔진이다. 엔진 자체의 질량 중심이 차량의 뒷편에 있게 된다.
이 레이아웃은 한때 작고 값비싼 차와 상용의 경차에 인기를 끌었다. 오늘날 대부분의 자동차 제조사들은 이 레이아웃을 버렸지만 포르쉐 911과 같은 일부 값비싼 차량에는 계속 도입하고 있다. 저상버스, 일부 타입D 통학 버스, 스마트 포투 등의 마이크로카에 일부 사용되고 있다.

## 저명한 리어엔진 차량
- DMC 들로리언
- 피아트 500, 600, 850, 126, 133
- 포르쉐 356, 포르쉐 911 세대, 포르쉐 959
- 스마트 포투
- 스타우트 스캐럽
- 스바루 360
- 타타 나노
- 폭스바겐 비틀